# ТГ400

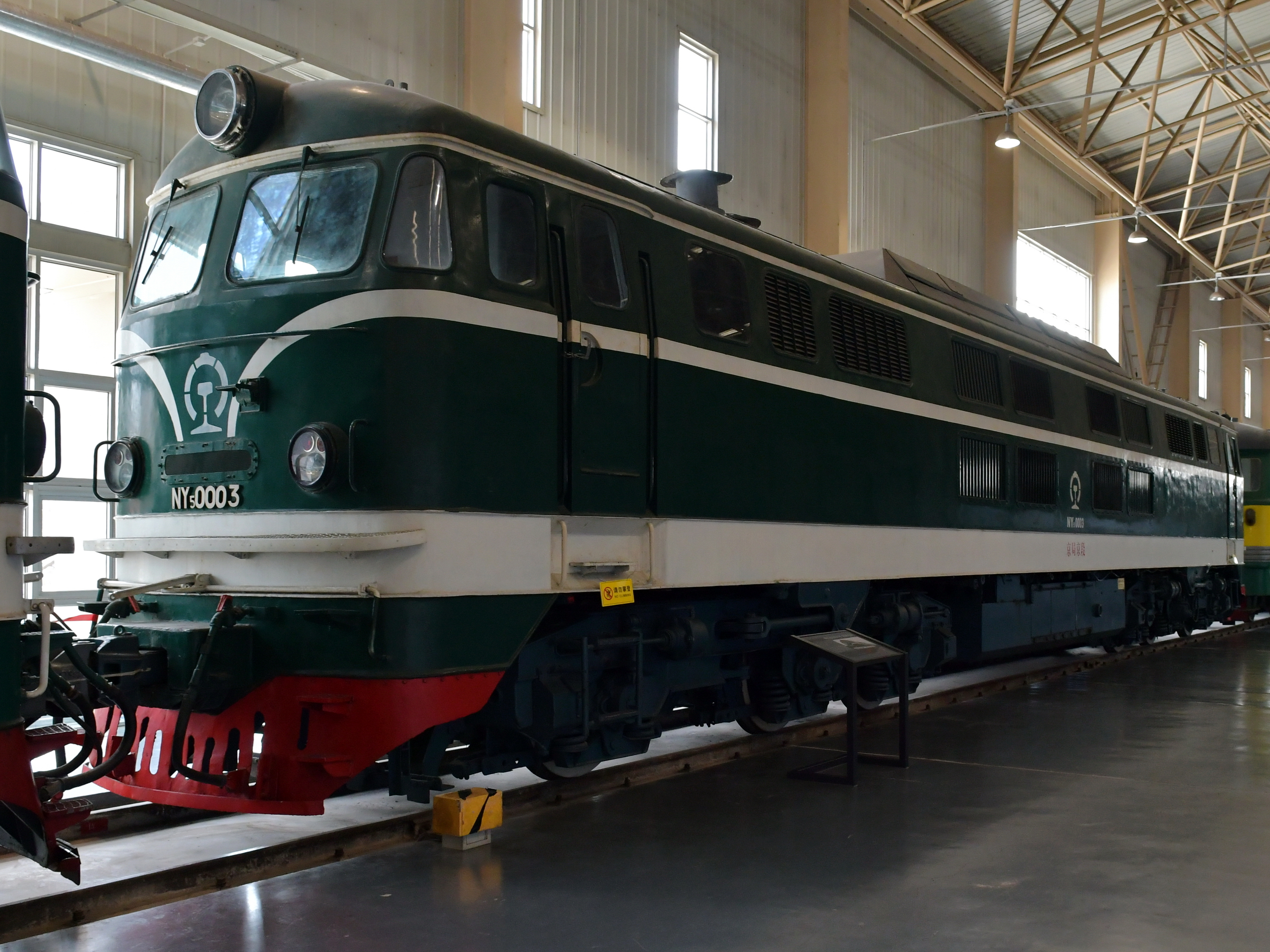
Идентичный по конструкции китайский тепловоз NY5

ТГ400 — (тепловоз с гидравлической передачей) магистральный грузопассажирский односекционный шестиосный тепловоз с гидропередачей.
Был приобретён у концерна «Хеншель» в 1962 году в ФРГ с целью изучения зарубежного опыта в области производства тепловозов с гидравлической передачей. Построен в единственном экземпляре. После завершения испытаний в 1964 году был передан на постоянную эксплуатацию в локомотивное депо Волховстрой Октябрьской железной дороги. В 1967 году передан на Луганский тепловозостроительный завод. Вероятно, разрезан на металлолом.

## Описание
Кузов тепловоза сварной конструкции опирается на две трехосные тележки через боковые пружинные скользящие опоры. Тележки имеют двойное рессорное подвешивание с амортизаторами.

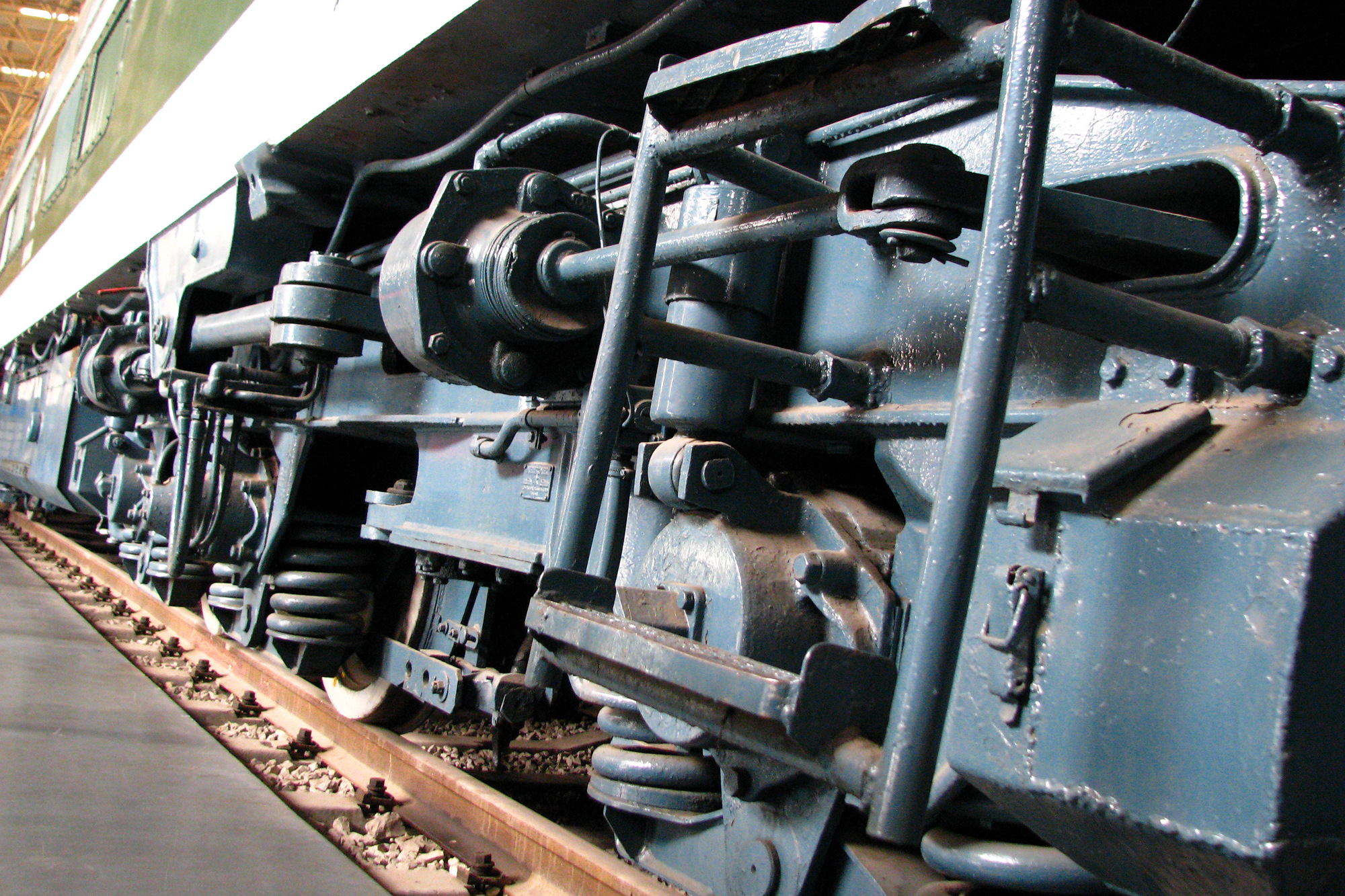

Диаметр колес 1050 мм; буксовые подшипники роликовые фирмы SKF. На тепловозе установлены два дизеля «Майбах» типа MD870, развивающих при 1 500 об/мин мощность 2 000 л. с, двигатели четырехтактные, форкамерные, 16-цилиндровые с V-образным расположением цилиндров при угле развала 60°, диаметр цилиндров 185 мм, ход поршней — 200 мм, охлаждение дизеля — водяное, наддувочный воздух охлаждается. Рабочая скорость вращения вала дизеля — 600—1 525 об/мин; удельный расход топлива при полной нагрузке—170—175 г/э. л. с. ч. Дизель весит 7000 кг.
Особенностью конструкции дизеля является применение девяти роликовых подшипников, в которых вращается вал; вал, как и у дизеля MD655 тепловоза ТГ300-001, помещен в «туннельный» картер.
От каждого дизеля через гидропередачу, карданные валы и зубчатые передачи энергия передается к колесным парам. На локомотиве применена гидропередача К184U «Мекидро», Эта передача представляет собой агрегат, состоящий из первичного повышающего редуктора, одного постоянно заполненного гидротрансформатора и четырёхрядной КП безвального типа. Передача рассчитана на мощность 1 800 л. с. и весит без масла 3 900 кг. Коэффициент полезного действия гидропередачи в зоне рабочих скоростей около 0,8.
Управление гидропередачей автоматическое в зависимости от скорости движения локомотива. Переключение со ступени на ступень, осуществляемое кулачковыми муфтами, происходит в момент выхода турбинного колеса из круга циркуляции гидротрансформатора. Моменты переключения выбраны из условия реализации наибольшего коэффициента полезного действия передачи. От гидропередачи крутящий момент передается на раздаточные редукторы, установленные на рамах тележек, затем через карданные валы и осевые редукторы колесным парам.
На тепловозе установлены два генератора постоянного тока мощностью 20 кВт, которые в период пуска дизелей работают в качестве стартеров. Сжатый воздух для тормозной системы вырабатывается шестицилиндровым компрессором с электромоторным приводом. При движении тепловоза по подъему или при необходимости быстрого пополнения системы сжатым воздухом включается в работу дизель-компрессор, два цилиндра которого работают как дизель, а два как компрессор. Этот же дизель-компрессор служит приводом для генератора мощностью 9 кВт, от которого заряжается аккумуляторная батарея при неработающих основных дизелях. Аккумуляторная батарея-кислотная емкостью 270 а-ч.
Привод к вентиляторам холодильников гидростатический с автоматическим управлением при помощи терморегуляторов. Тепловоз рассчитан на работу по системе многих единиц.
Конструктивный вес тепловоза — 112 т, запас топлива — 4 500 кг, песка 700 кг. Служебный вес тепловоза— 123 т. Тепловоз при скорости 20 км/ч может развить силу тяги 31000 кГ, при скорости 80 км/ч — 9700 кГ. Конструктивная скорость тепловоза — 160 км/ч.